# Ernst Geijer (ingenjör)
Ernst Wilhelm Kristoffer Geijer, född den 14 september 1924 i Stockholm, död den 5 oktober 2021 i Allerums distrikt, Helsingborgs kommun, Skåne län, var en svensk ingenjör och företagsledare. Han var son till Erland Geijer. 
Geijer avlade examen som bergsingenjör vid Kungliga Tekniska högskolan 1952. Han blev ingenjör vid Höganäs-Billesholms aktiebolag 1951 och var forsknings- och driftsingenjör vid dess dotterbolag i Förenta staterna 1955–1960, chef för verkställande direktörens sekretariat och för centralplaneavdelningen i Höganäs 1960–1964, produktionsdirektör inom Höganäs-Billesholms aktiebolag 1965–1966, chef för produktgrupp Keramik vid Höganäs aktiebolag 1967, verkställande direktör för Hoeganaes Corporation i Riverton i Förenta staterna 1968–1972 och för Höganäs aktiebolag 1973–1986. Geijer invaldes som ledamot av Ingenjörsvetenskapsakademien 1977. Han vilar på Brunnby kyrkogård.